# Europeiskt femåringschampionat
Europeiskt femåringschampionat (engelska European Championship for 5 year olds), även kallat "EM för femåringar", är ett årligt travlopp för femåriga varmblodstravare som körs över medeldistans med autostart. Loppet avgjordes för första gången 1965 och går sedan dess av stapeln varje år på olika travbanor i Europa. 
Det är ett Grupp 1-lopp, det vill säga ett lopp av högsta internationella klass. Förstapris är motsvarande cirka 500 000 kronor.

## Vinnare
| År   | Bana          | Häst               | Kusk                  | Tränare                 | Tid     | Tvåa              | Trea             |
| ---- | ------------- | ------------------ | --------------------- | ----------------------- | ------- | ----------------- | ---------------- |
| 2022 | Vincennes     | Heraut d'Armes     | Jean-Michel Bazire    | Jean-Michel Bazire      | 1.10,7  | Hohneck           | Hip Hop Haufor   |
| 2021 | Åby           | Extreme            | Steen Juul            | Steen Juul              | 1.11,2  | Aetos Kronos      | Don Fanucci Zet  |
| 2020 | Vincennes     | Féerie Wood        | Alexandre Abrivard    | Laurent-Claude Abrivard | 1.12,9  | Feliciano         | Fairplay d'Urzy  |
| 2019 | Vermo         | Stonecapes Quelia  | Hannu Torvinen        | Christa Packalen        | 1.11,9  | Portland          | Hotshot Luca     |
| 2018 | Vincennes     | Dijon              | Romain Derieux        | Romain Derieux          | 1.14,0  | Orlando Jet       | Django Riff      |
| 2017 | Solvalla      | Readly Express     | Jorma Kontio          | Timo Nurmos             | 1.12,0  | Treasure Kronos   | Nappa Scar       |
| 2016 | Vincennes     | Bold Eagle         | Franck Nivard         | Sebastien Guarato       | 1.13,8  | Bolero Love       | Baltic Charm     |
| 2015 | Jägersro      | Robert Bi          | Robin Bakker          | Paul Hagoort            | 1.11,5  | Rod Stewart       | Tumble Dust      |
| 2014 | Vincennes     | Support Justice    | Geir Vegard Gundersen | Geir Vegard Gundersen   | 1.11,6  | El Mago Pellini   | Village Mystic   |
| 2013 | Vincennes     | Un Mec d'Héripré   | Franck Nivard         | Fabrice Souloy          | 1.10,5  | Brad de Veluwe    | Uhlan du Val     |
| 2012 | Vinovo        | Nesta Effe         | Roberto Vecchione     | Holger Ehlert           | 1.13,6  | Napoleon Bar      | Newyork Newyork  |
| 2011 | Åby           | Joke Face          | Lutfi Kolgjini        | Lutfi Kolgjini          | 1.12,4  | Sancho du Glay    | Alvena Pele      |
| 2010 | Bjerke        | Yield Boko         | Björn Goop            | Timo Nurmos             | 1.12,4  | Noras Bean        | Sweet Case       |
| 2009 | Treviso       | Ilaria Jet         | Jean-Michel Bazire    | Tiberio Cecere          | 1.13,9  | Irambo Jet        | Irina            |
| 2008 | Åby           | Brioni             | Joakim Lövgren        | Joakim Lövgren          | 1.12,1a | Tinita Love       | Beanie M.M.      |
| 2007 | Vincennes     | Offshore Dream     | Pierre Levesque       | Pierre Levesque         | 1.12,2a | Keep On Flying    | Olga du Biwetz   |
| 2006 | Halmstad      | Jetstile           | Geir Vegard Gundersen | Per Johansen            | 1.13,1a | Niky              | Crown Kemp       |
| 2005 | Vincennes     | Mara Bourbon       | Jean-Pierre Dubois    | Jean-Pierre Dubois      | 1.11,3a | Gazza Degato      | Air Force        |
| 2004 | Treviso       | Tsar d'Inverne     | Dominik Locqueneux    | Robert Bergh            | 1.14,6a | Giant Superman    | Lets Go          |
| 2003 | Treviso       | Kiwi               | Joseph Verbeeck       | Fabrice Souloy          | 1.13,1a | Kleyton           | Tipi             |
| 2002 | Treviso       | Abano As           | Pietro Gubellini      | Gerhard Holtermann      | 1.13,7a | Digger Crown      | Lindermann GT    |
| 2001 | Treviso       | Zambesi Bi         | Mario Biasuzzi        | Andrea Orlandi          | 1.13,8a | Zinzan Brooke Tur | Zidane Om        |
| 2000 | Treviso       | Varenne            | Giampaolo Minnucci    | Jori Turja              | 1.14,5a | Obelix Laukko     | Harpune          |
| 1999 | Vincennes     | General du Pommeau | Jules Lepennetier     | Jules Lepennetier       | 1.16,2a | Giant Cat         | Goetmals Wood    |
| 1998 | Vincennes     | Remington Crown    | Joseph Verbeeck       | Jan Kruithof            | 1.15,1a | Fleuron Perrine   | Mr Quickstep     |
| 1997 | Jägersro      | Call Me            | Veijo Heiskanen       | Tapani Kraft            | 1.14,6a | Pik König         | Ride the Bullit  |
| 1996 | Enghien       | Defi d'Aunou       | Jean-Etienne Dubois   | Jean-Etienne Dubois     | 1.15,6a | Mr Spender        | Ruth Bi          |
| 1995 | Bjerke        | Camino             | Anders Lindqvist      | Jean-Pierre Dubois      | 1.17,3a | Nevele Cero O.    | Tamin Sandy      |
| 1994 | Dinslaken     | Boss Is Back       | Jorma Kontio          | Heikki Korhonen         | 1.17,7a | Baraka            | Lady Snärt       |
| 1993 | Gelsenkirchen | Iata Käll          | Tommy Hanné           | Tommy Hanné             | 1.14,3a | Charmy Skeeter    | Bicycle          |
| 1992 | Tammerfors    | Shan Rags          | Noralf Braekken       | Noralf Pallin           | 1.15,1a | Mid's Andy        | Pamino           |
| 1991 | Daglfing      | Zico Star F.       | Asbjörn Mehla         | Karin Jönnevald         | 1.15,1a | Satchmo           | Bowspirit        |
| 1990 | Vincennes     | Atas Fighter L.    | Anders Lindqvist      | Anders Lindqvist        | 1.16,0a | Carisma Darby     | Midnight Rocky   |
| 1988 | Gelsenkirchen | Piper Cub          | Stig H. Johansson     | Stig H. Johansson       | 1.16,3a | Action Skoatter   | Rumia Grandchamp |
| 1987 | Axevalla      | Krista Sidney      | Olle Goop             | Olle Goop               | 1.15,9a | Clash Hammering   | Joachim Lönbo    |